# Corte do Samba
A escola de Samba Corte do Samba foi fundada em 1970 em Fortaleza, Ceará. Há 13 anos a escola participa dos carnavais de rua de Fortaleza.

## Enredos
Em 2000 a Corte do Samba desfilou no grupo 1 com o enredo "Capital do Sol". Em 2001 com o enredo "Trinta Anos de Bravura Pelo Carnaval Cearense", e em 2003 com o enredo "O Circo". Em 2008 a escola, assim como as demais, desfilou sem qualquer caráter competitivo.
Já no Carnaval de 2012 a Escola veio homenageando a Amazônia com o enredo " Mitos e Mistérios do Amazona", devido a toda renovação que foi feita a escola não veio para avenida com muitos componentes mais já se sentiu uma empolgação diferente de seus brincantes. O maior investimento da Escola foi em sua Bateria que veio para avenida com um ritmo cadenciado e com suas paradinhas que encantaram o publico na Av. Domingos Olímpico.

## Carnavais
| Ano  | Colocação      | Grupo | Enredo                                        | Ref.  |
| ---- | -------------- | ----- | --------------------------------------------- | ----- |
| 2000 |                | 1     | Capital do sol                                | [ 3 ] |
| 2001 |                | 1     | Trinta anos de bravura pelo carnaval cearense | [ 3 ] |
| 2002 | 3º lugar       | 1     |                                               |       |
| 2003 |                | 1     | O circo                                       | [ 3 ] |
| 2004 |                | 1     |                                               |       |
| 2005 | 3º lugar       | Único |                                               | [ 3 ] |
| 2006 | 3º lugar       | Único |                                               | [ 3 ] |
| 2007 | 3º lugar       | Único |                                               | [ 4 ] |
| 2008 | Sem competição | Único |                                               |       |
| 2009 |                | Único | O Globo da alegria no sonho de um folião      |       |
| 2010 |                | Único | Cana de Açúcar                                |       |
| 2012 | 7º lugar       | Único |                                               | [ 5 ] |
| 2013 |                | Único |                                               |       |
| 2014 |                | Único |                                               |       |
| 2015 | 3º lugar       | Único |                                               |       |
| 2016 |                | Único |                                               |       |